# 車いすカーリング
車いすカーリング（英語: Wheelchair curling）は、車いすで競技するカーリングで1990年代にヨーロッパで生まれた障害者スポーツの1つ。パラリンピックの正式競技であり、チェアカーリングとも呼ばれる。

## ルール
一般のカーリングの競技ルールに準じ、用具・競技施設も共通である。異なる点として以下のことが挙げられる。
- 静止状態の車いすから投球する。
- 投球の際には、ストーンの取っ手部分に合うよう作られた、専用のデリバリースティック（キュー）が使える。
- ブラシで氷の表面を掃くスウィーピングは行わない。
- 男女混合の4名でチームを構成する。
- 1試合は8エンド（従来[いつ?]は6エンドである）。

## おもな競技大会
主要な国際大会としては、2006年トリノパラリンピックから正式競技となった車いすカーリング競技や、2002年から世界カーリング連盟が開催している世界車いすカーリング選手権、2022年から開催している世界車いすミックスダブルスカーリング選手権がある。
日本国内では、2004年に日本車いすカーリング選手権大会の開催が始まった。